# Сноу кайт
Сноу кайт или сноу кайтинг (на английски: snowkiting, образувано от думите kite – хвърчило и snow - сняг) е нов зимен спорт, комбиниращ кайт (хвърчило) и ски или сноуборд.

## История
Сноу кайтът набира популярност днес, като зимна алтернатива на кайтсърфинг, но не е ясно точно от къде води началото си. През 80-те и 90-те години на 20 век с навлизането на новите технологии и повишаване на безопасността, кайтсърфингът се развива активно и много бързо намира голям брой последователи по целия свят. През 70-те и 80-те сноубордът става реална конкуренция на ските като зимен спорт. Не се знае кой първи комбинира кайт крилото със зимната си екипировка, но е известно, че около 1995 г. на много места в Европа и Америка вече се карат кайт сноуборд и кайт ски.

## Стилове на каране
В сноу кайтът се наблюдават стилове на каране, характерни и за сноубордът. Фрий стайлът е за най-напредналите и вкючва изпълнението на сложни трикове, в повечето случаи свързани със скокове и летене. Бек кънтри карането е практически всичко останало. То включва карането по необработен терен, каквито са повечето места за сноу кайт.

## Места за каране
Кайтът на сняг със ски или сноуборд е спорт, който може да се практикува на места, неподходящи за традиционните зимни спортове. Тъй като цялата сила необходима за движението се осигурява от крилото, не е необходим никакъв наклон. Дори при подходящ вятър и достатъчно умения е възможно изкачването нагоре по склоновете, прибиране на кайт-а и фрий райд спускане.
Най-подходящи за каране на сноукайт са широки, равни пространства с достатъчно сняг и вятър. Подходящи са замръзнали езера със снежна покривка както и планински плата. Най-подходящото място в България за кайт на сняг са долното и горното плато на Витоша  заради достатъчната снежна покривка, липсата на дървета, вятърът и големината, но при наличието на достатъчно сняг всяка по-голяма поляна би свършила работа.

## Необходима екипировка
Кайт (меко или твърдо крило), линии, бар, трапец, ски или сноуборд.